# 江戸家猫八 (4代目)
四代目江戸家 猫八（よだいめ えどや ねこはち、1949年11月30日 - 2016年3月21日）は、動物の声帯模写を得意とする、落語協会所属の演芸家、司会者、タレント、俳優。本名∶岡田 八郎。東京都中央区出身。出囃子は「猫じゃ猫じゃ」｡
旧名を初代江戸家小猫と称し、2009年四代目江戸家猫八を襲名した。

## 人物
親子代々で「動物ものまね芸」を生業とする。祖父が初代 江戸家猫八、父が三代目 江戸家猫八。妹も物真似芸人で、江戸家まねき猫、江戸家猫ハッピーという芸名である。落語協会に所属。姉の夫は落語家の三遊亭歌司。
1968年に玉川学園を卒業後、父親の三代目猫八に弟子入りした。風間杜夫とは中高の6年間玉川学園の同窓生（クラスが同じになったこともある）で、共に演劇部に在籍した。
司会者としても活躍し、特に1991年より2001年9月まで、テレビ東京のテレビゲーム紹介番組『Theゲームパワー』から後継番組を含め約10年半司会を務めた。
2001年に三代目猫八が死去。葬儀の際、出棺に当たっての挨拶の最後で、声帯模写の代表作であるウグイスの鳴きまねを行い、師匠であり実父である三代目を送った。
2004年文化庁芸術祭賞優秀賞受賞。
2009年11月1日に四代目猫八を襲名した。襲名については先代（三代目猫八）から生前「俺が88歳になったらお前に猫八（の名）をやる。俺は八十八（やそはち）を名乗るから」と言われていた。そして2009年は先代が存命ならば88歳を迎えていて、自らも還暦を迎えることから襲名を決意した旨を明かしている。彼の襲名興行は変則的で、寄席における定席（定期公演）の番組は通常10日間のところその5日間のみに出演するというものであった。これにより東京の定席4つ（鈴本演芸場、浅草演芸ホール、新宿末廣亭、池袋演芸場）の寄席を5日ずつ回り、計20日間務めた。
2011年3月、舞台修行をしていた長男・真一郎が、自身の初名である「江戸家小猫」の二代目を襲名した。
2016年3月8日放送のテレビ朝日系『徹子の部屋』に長男の二代目小猫とともに出演（収録は同年2月18日）。これが最後の仕事となった。
『徹子の部屋』出演から13日後の3月21日、進行性胃癌のため死去。66歳没。墓所は雑司ヶ谷霊園。

## 出演

### 映画
- 男はつらいよ 寅次郎忘れな草（1973、山田洋次監督）
- かあちゃん（2001、市川崑監督）
- 涙の数だけ笑おうよ（2016年9月3日、ドキュメンタリー映画） [9]

### テレビ
- 火曜日の女シリーズ / クラスメート -高校生ブルース-（1971年、NTV）
- すし屋のケンちゃん（1971年3月 - 1972年2月）
- 剣客商売 第12話「おかしな入門者」（1973年）- 小金吾 役
- 非情のライセンス 第1シリーズ 第39話「兇悪のライフル」（1973年）
- はじめまして（1975年）
- 必殺シリーズ（ABC / 松竹）
  - 必殺からくり人・富嶽百景殺し旅（1978年） - 鈴平 役
  - 必殺仕事人 第35話「飛技万才踊り攻め」（1980年） - かめ三 役
  - 必殺仕事人IV 第31話「加代、幽霊になる」（1984年） - 長吉 役
- 連続テレビ小説（NHK）
  - マー姉ちゃん（1979年、第23作） - 栄一 役
- なにぬねノート（NHK教育）
- 趣味講座 「ビデオカメラ入門」（1984年） 生徒役。被写体として3代目も出演。
- 西田敏行の泣いてたまるか 第11話「犬ちゃん恋におちて」（1987年）
- 笑点
- 初詣!爆笑ヒットパレード
- まんがジョッキー
- キンカン素人民謡名人戦
- おもしろ漢字ミニ字典
- Theゲームパワー
- ゲーム王国
- ゲームEX
- レディス4
- 北野タレント名鑑
- 金曜バラエティー
- 土曜スペシャル　夫人との旅行出演
- 小猫話題にアタック（フジテレビ、政府広報番組）
- ラジオ深夜便（2009年12月26日・27日）
- 徹子の部屋（2016年3月8日） 長男の二代目小猫とともに出演[10]。これが最後のテレビ出演となった[5]。

### CM
- グンゼ（1981年）- 三代目江戸家猫八と共演
- マルキユー（釣り餌）
- 浅田飴（浅田飴）
- キンカン本舗（金柑のど飴）
- 吉野石膏（ニューラスボード&YNプラスター） - 三代目江戸家猫八と共演
- うつぼ屋（坊っちゃん団子）

### インターネット
- お台場寄席DOUGA（フジテレビ無料動画サイト「見参楽（みさんが！）」）

## 著書
- されど、鶯は鳴きやまず 〜ものまね芸四代〜（2009年12月、角川書店）ISBN 978-4048850438
- 猫の鳥談義（2014年6月、文一総合出版）ISBN 978-4-8299-7101-7

## エピソード
- 『Theゲームパワー』の司会を務めていた当時、小猫のやる気の感じられない司会ぶりを『電気グルーヴのオールナイトニッポン』などでよくネタにされていた。
- 2000年代の深夜番組『北野タレント名鑑』（フジテレビ）にて、司会のガダルカナル・タカが毎回名前の頭文字が違う芸能人に電話をかけノーギャラ前提での出演交渉を行うクイズ企画があり、その交渉すべく人選に苦慮すると、タカは「え」の回でもないのに小猫によく電話をし「すいません師匠、ちょっと人選が思うように行かなくてですね、番組の進行には関係ないんですがウグイスの声を聞きたくてお電話しました」と言っていた。毎回その問いかけに「あ、いいですよ。」と二つ返事で電話口で芸を披露していた。

## 脚註
1. ↑  “四代目江戸家猫八さんが死去、６６歳　十八番は「ウグイス」の鳴きまね　３月９日に入院、２週間足らずで急逝”.   産経ニュース (2016年3月31日). 2022年2月3日閲覧。
2. ↑  『三遊亭小円歌の演芸図鑑』（2014年3月15日、NHK）
3. ↑  “江戸家小猫が猫八襲名を発表”. nikkansports.com (日刊スポーツ新聞社). (2009年1月19日) 2021年10月21日閲覧。
4. ↑  二代目江戸家小猫、29日デビュー[リンク切れ] 産経新聞 2011年3月26日閲覧
5. 1 2 3  “江戸家猫八さん死去　ウグイス声帯模写、66歳進行性胃がん”. スポーツ報知. (2016年4月1日) 2016年4月1日閲覧。
6. ↑  “江戸家猫八　訃報”.   一般社団法人 落語協会 (2016年3月31日). 2021年10月21日閲覧。
7. ↑  “四代目江戸家猫八さん死去　進行胃がんで　６６歳”. 東スポWeb (東京スポーツ新聞社). (2016年3月31日) 2021年10月21日閲覧。
8. ↑  “四代目江戸家猫八さん死去 66歳 ウグイスの声帯模写など”. スポーツニッポン. (2016年3月31日) 2016年4月1日閲覧。
9. ↑  “41歳で脳出血…林家かん平ドキュメンタリー完成”. 日刊スポーツ. (2016年8月29日) 2016年8月29日閲覧。
10. ↑  “3月8日（火） 江戸家猫八(えどや ねこはち) 江戸家小猫(えどや こねこ)”. 徹子の部屋. バックナンバー.   テレビ朝日 (2016年3月8日). 2021年10月21日閲覧。